# Lista monumentelor istorice din județul Argeș - N

Simbol pentru monumentele istorice

Lista monumentelor istorice din județul Argeș - N cuprinde monumentele istorice înscrise în Patrimoniul cultural național al României și aflate în localități ce încep cu litera N din județul Argeș.
Lista completă este menținută și actualizată periodic de către Ministerul Culturii, Cultelor și Patrimoniului Național din România, prin intermediul Institutului Național al Patrimoniului, ultima versiune datând din 2015. Această listă cuprinde și actualizările ulterioare, realizate prin ordin al ministrului culturii.
| Cod LMI                         | Denumire                               | Localitate                             | Localizare             | Datare, Creatori | Imagine               | Erori             |
| ------------------------------- | -------------------------------------- | -------------------------------------- | ---------------------- | ---------------- | --------------------- | ----------------- |
| AG-II-a-A-13748                 | Schitul rupestru Nămăești              | sat Nămăești; comuna Valea Mare-Pravăț | 45.3044°N 25.11°E      | sec. XIX         | Alte imagini          | Raportează eroare |
| AG-II-m-A-13748.01              | Biserica rupestră „Izvorul Tămăduirii” | sat Nămăești; comuna Valea Mare-Pravăț |                        | sec. XIX         |                       | Raportează eroare |
| AG-II-m-A-13748.02              | Case monastice (14 clădiri)            | sat Nămăești; comuna Valea Mare-Pravăț |                        | sec. XIX         | Încarcă foto \| video | Raportează eroare |
| AG-II-m-A-13748.03              | Clopotniță                             | sat Nămăești; comuna Valea Mare-Pravăț |                        | sec. XIX         |                       | Raportează eroare |
| AG-II-m-A-13748.04              | Incintă                                | sat Nămăești; comuna Valea Mare-Pravăț |                        | sec. XIX         | Încarcă foto \| video | Raportează eroare |
| AG-II-m-A-13749 (RAN: 13588.01) | Biserica „Sf. Nicolae”                 | sat Nămăești; comuna Valea Mare-Pravăț |                        | 1788             | Încarcă foto \| video | Raportează eroare |
| AG-II-a-B-13751                 | Ansamblul bisericii „Sf. Voievozi”     | sat Negreni; comuna Dărmănești         |                        | 1798             | Încarcă foto \| video | Raportează eroare |
| AG-II-m-B-13751.01              | Biserica „Sf. Voievozi”                | sat Negreni; comuna Dărmănești         |                        | 1798             | Încarcă foto \| video | Raportează eroare |
| AG-II-m-B-13751.02              | Ruinele zidului de incintă             | sat Negreni; comuna Dărmănești         |                        | 1798             | Încarcă foto \| video | Raportează eroare |
| AG-II-m-B-13752                 | Biserica „Intrarea în Biserică”        | sat Nucșoara; comuna Nucșoara          |                        | 1890             | Încarcă foto \| video | Raportează eroare |
| AG-IV-m-B-13976                 | Casa George Topârceanu                 | sat Nămăești; comuna Valea Mare-Pravăț | 45.30335°N 25.11108°E  | sf. sec. XIX     | Alte imagini          | Raportează eroare |
| AG-IV-m-A-13977 (RAN: 13588.02) | Cruce de piatră                        | sat Nămăești; comuna Valea Mare-Pravăț | „La Costiță”           | 1730             | Încarcă foto \| video | Raportează eroare |
| AG-IV-m-A-13978 (RAN: 14398.01) | Cruce de piatră                        | sat Negrești; comuna Beleți Negrești   |                        | 1707             | Încarcă foto \| video | Raportează eroare |
| AG-IV-m-A-13979 (RAN: 17780.01) | Cruce de piatră                        | sat Nucșoara; comuna Nucșoara          | În grădina Mariei Banu | 1729             | Încarcă foto \| video | Raportează eroare |
| AG-IV-m-A-13980 (RAN: 17780.02) | Cruce de piatră                        | sat Nucșoara; comuna Nucșoara          | Lângă dispensar        | 1760             | Încarcă foto \| video | Raportează eroare |